# Biserici de lemn din Banat
Bisericile de lemn din Banat fac parte din familia de biserici de lemn românești. În Banat sunt cuprinse bisericile de lemn din județele Timiș, Caraș-Severin și de pe malul stâng al Mureșului din județul Arad. La aceste se mai poate adăuga o biserică de lemn din Banatul Sârbesc.

## Biserici de lemn bănățene
Lista de biserici de lemn conservate (în aldin) completată cu câteva biserici dispărute. Datările sunt bazate pe inscripții. Unde lipsesc anii încadrarea într-o anumită epocă este relativă.
| secolul 16 - Mănăstirea Partoș | secolul 17 - 1677 Crivina de Sus - Dubești - Pojoga (HD) | secolul 18 - 1721 Surducu Mare (CS) - 1737 Margina - 1741 Groși - 1746 Topla - 1754 Dragomirești - 1766 Ersig (CS) - 1774 Hodoș - 1776 Coșevița - 1778 Căpăt - 1779 Pietroasa de Sus - 1780 Calina (CS) - 1780 Crivobara - 1781 Zolt - 1782 Povârgina - 1794 Curtea - 1798 Nemeșești - 1799 Sălciva (HD) | secolul 18 - Bătești - Berini - Mănăstirea Cebza - Hezeriș - Homojdia - Jupânești - Lucareț - Poieni - Românești - Valea Mare (CS) | secolul 19 - 1820 Bulza - 1832 Dobrești | Banatul sârbesc - Eċka |

## Imagini

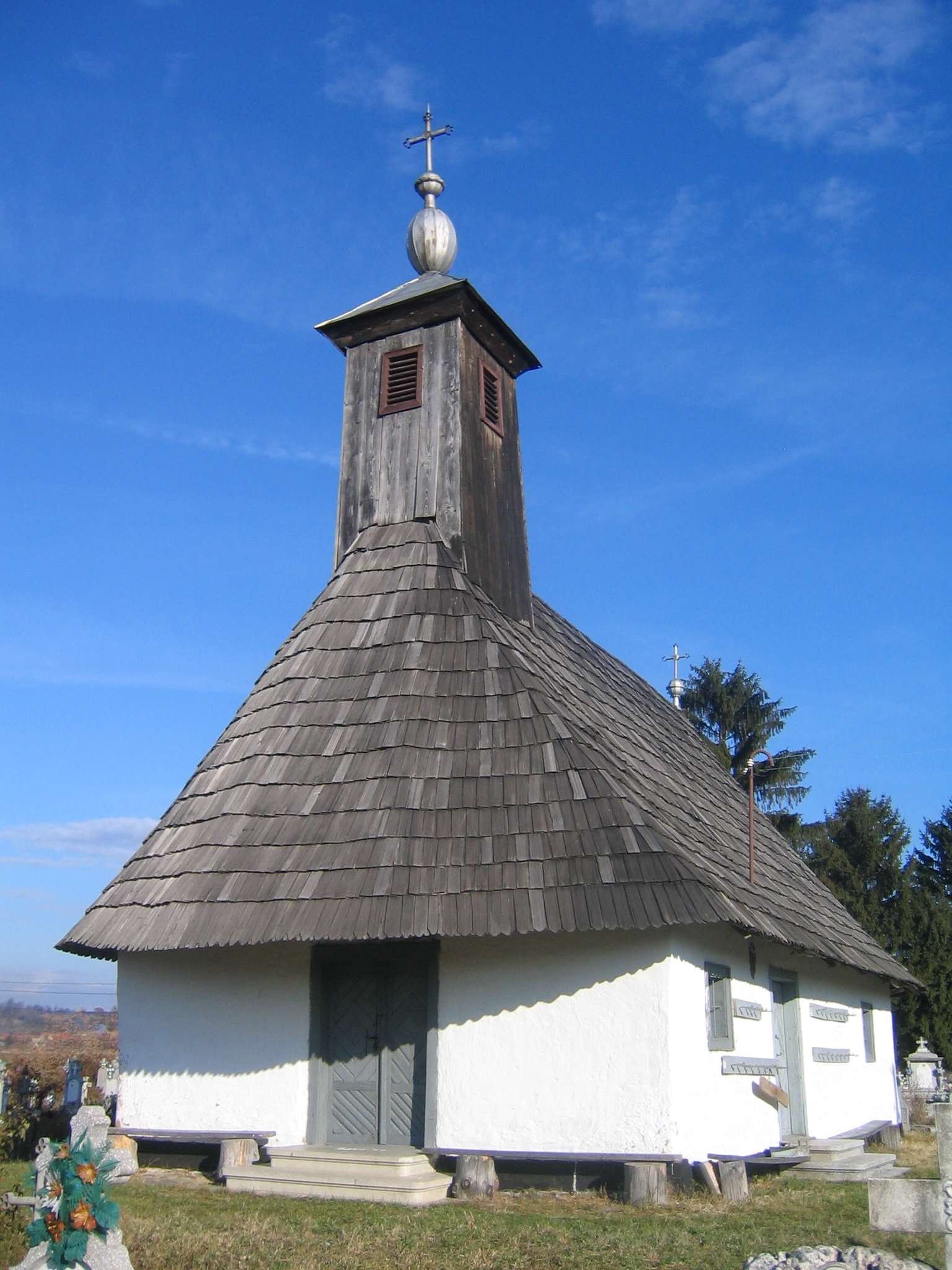
Biserica de lemn din Marginea cu hramul "Cuvioasa Paraschiva", construită în 1737
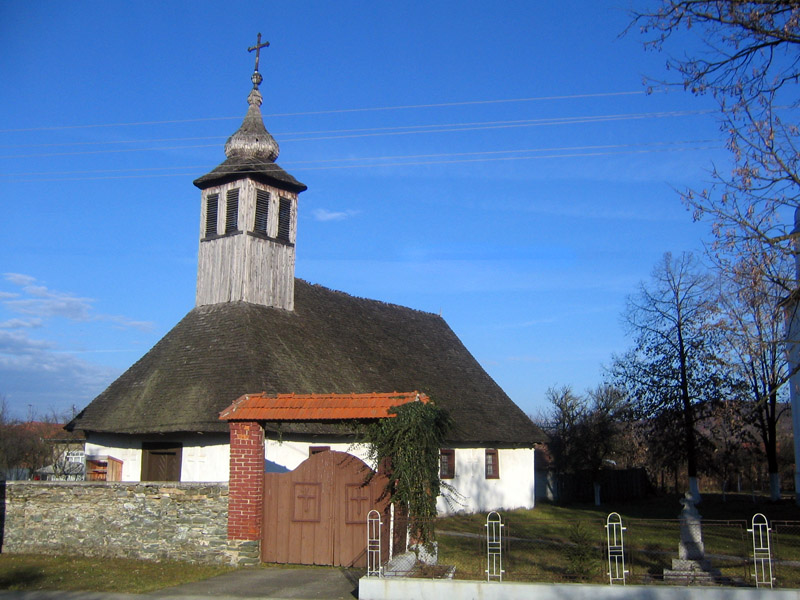
Biserica de lemn din Curtea cu hramul "Cuvioasa Paraschiva"
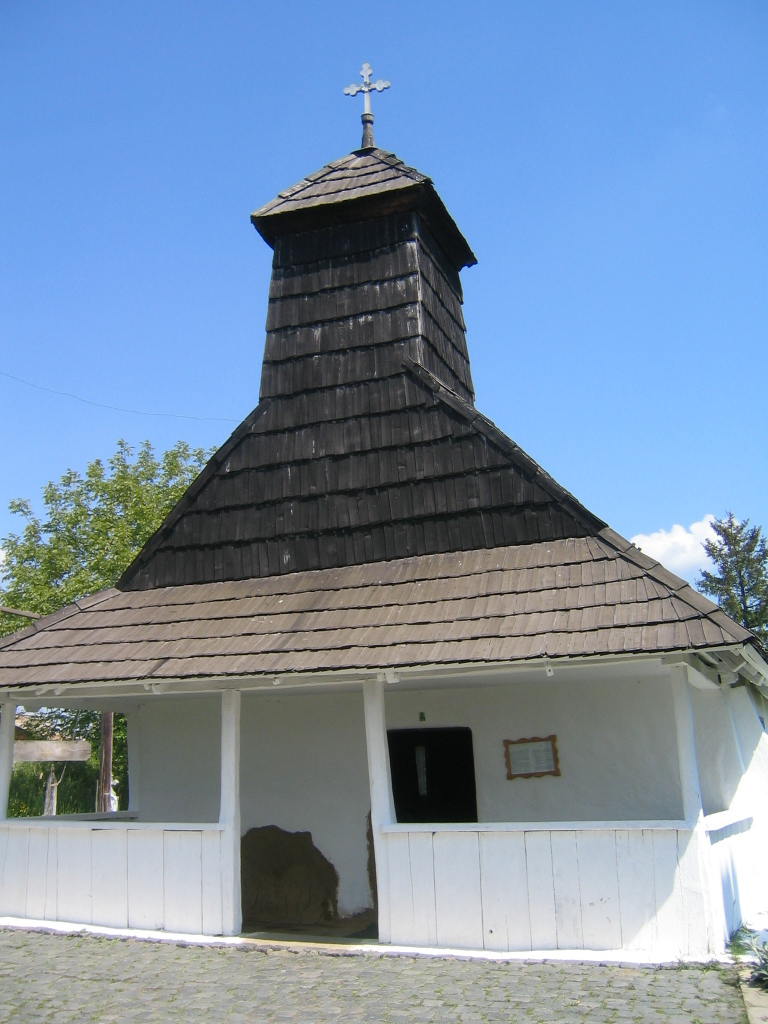
Biserica de lemn a Mănăstirii Cebza
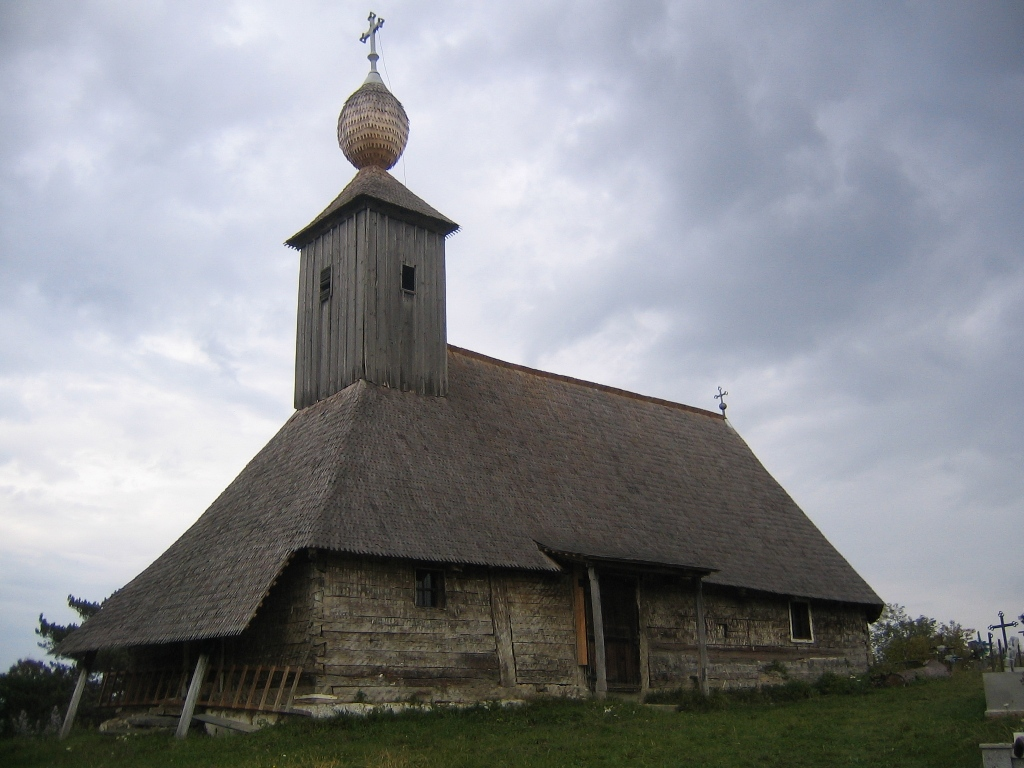
Biserica de lemn din Româneşti

## Tururi virtuale
Arc360 este un proiect care construiește o punte peste timp și spațiu, reunind sub cupola lui oameni, povestiri și istoria Bisericilor de lemn din Banat. Cu ajutorul tehnologiei VR, proiectul oferă posibilitatea vizitării lor virtuale. 

### Studii regionale
- Miloia, Ioachim (1933). „Bisericile de lemn din Banat”. Vestul. 1933.
- Oprișa, I. Longhin (1965). „Bisericile de lemn, monumente istorice din arhiepiscopia Timișoarei și Caransebeșului”. Mitropolia Banatului (1-3).
- Cristache-Panait, Ioana și Dimitriu, Florica (1971). „Bisericile de lemn ale Banatului”. Mitropolia Banatului. 1971 (10-12): 550–564.
- Săcară, Nicolae (2001). Bisericile de lemn ale Banatului. Timișoara: Excelsior. 973-592-050-6.